# Gabriel El-Reguistán
Gabriel Arkádievich Ureklián (en ruso: Габриэ́ль Арка́дьевич Урекля́н; 15 de diciembre de 1899 - 30 de junio de 1945), más conocido como El-Reguistán (Эль-Регистáн), fue un poeta armenio soviético, coautor de la letra del himno nacional de la URSS.

## Semblanza
Gabriel nació en la familia de un banquero armenio en Samarcanda, en el Oblast de Samarcanda del Imperio ruso (actual Uzbekistán). Su padre, Arshak (rusificado en Arkadi) Ureklián, huyó a Tiflis desde Armenia, gobernada por los otomanos en la década de 1890, y posteriormente se mudó a Samarcanda.
Participó durante la Guerra Civil Rusa y la posterior adquisición soviética de Asia Central en el bando bolchevique. Al iniciar su carrera como reportero y escritor, adoptó el apodo de El-Reguistán, que estaba compuesto por una parte de su nombre y por el lugar más famoso de Samarcanda, Reguistán. Trabajó en varios periódicos importantes de Asia Central, incluido Pravda Vostoka de Taskent. Alcanzó notoriedad por su talento como reportero y fue invitado a trasladarse a Moscú para trabajar para Izvestia. A partir de ahí, cubrió periodísticamente las descomunales obras públicas soviéticas (como el Canal Mar Blanco-Báltico) y las campañas de construcción de la industria pesada (como la fábrica de maquinaria Uralmash), convirtiéndose en un destacado propagandista. También escribió guiones de películas y obras de radio, siendo el guionista de la película soviética Djulbars (1935). 
Después de la invasión nazi de la Unión Soviética en junio de 1941, se convirtió en corresponsal de guerra, viajando frecuentemente al frente. Atrajo la atención de Iósif Stalin, y cuando presentó su borrador del nuevo himno soviético, escrito en colaboración con Serguéi Mijalkov, Stalin eligió personalmente el borrador e instruyó a los autores sobre los cambios a realizar. Finalmente, fue adoptado como el Himno nacional de la Unión Soviética en 1944. 
Estaba casado con Valentina Galánina, una actriz que desarrolló su carrera en Moscú. El-Reguistán murió en Moscú, y está enterrado en el cementerio Novodévichi. 